# Hans Kroes

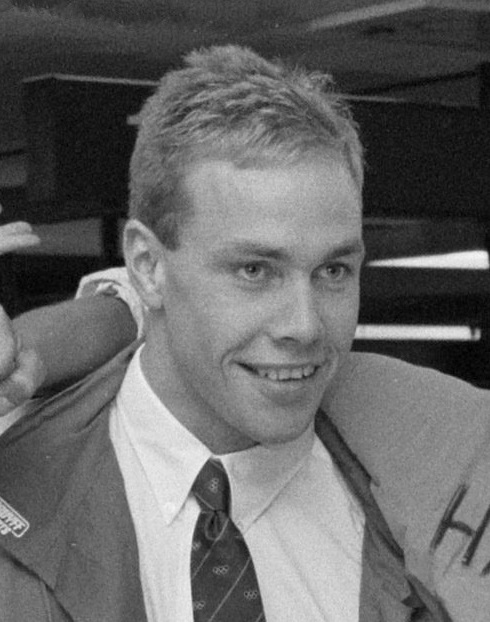
Hans Kroes (!988)

Hans Kroes (* 3. Juni 1965 in Lisse) ist ein ehemaliger niederländischer Schwimmer. Er gewann eine Bronzemedaille bei Europameisterschaften.

## Sportliche Karriere
Hans Kroes schwamm für den Heemsteedse Zwem- en Poloclub. Er erschwamm von 1981 bis 1988 neun niederländische Meistertitel auf der 50-Meter-Bahn, davon sieben im Freistilschwimmen und zwei im Rückenschwimmen.
Seine erste Endkampfplatzierung bei internationalen Meisterschaften war der achte Rang mit der 4-mal-200-Meter-Freistilstaffel bei den Europameisterschaften 1981 in Split. Bei den Weltmeisterschaften 1982 in Guayaquil wurde die 4-mal-200-Meter-Freistilstaffel mit Hans Kroes, Edsard Schlingemann, Frank Drost und Kees Vervoorn ebenso Sechste wie die 4-mal-100-Meter-Freistilstaffel mit Hans Kroes, Frank Drost, Kees Vervoorn und Edward Maasdijk. Bei seinen Einzelstarts wurde Kroes Sechster über 200 Meter Freistil und Achter über 100 Meter Freistil. 1983 bei den Europameisterschaften in Rom wurde Kroes Achter über 100 Meter Rücken.
1984 bei den Olympischen Spielen in Los Angeles wurde zunächst der Wettbewerb über 200 Meter Freistil ausgetragen. Hans Kroes erreichte als Dritter des B-Finales den elften Platz in der Gesamtwertung. Die 4-mal-200-Meter-Freistilstaffel mit Hans Kroes, Peter Drost, Edsard Schlingemann und Frank Drost erreichte den siebten Platz. Über 100 Meter Freistil wurde Kroes 13. als Fünfter des B-Finales. In der Besetzung Edsard Schlingemann, Peter Drost, Frank Drost und Hans Kroes schwamm die 4-mal-100-Meter-Freistilstaffel die elftschnellste Vorlaufzeit. Zum Abschluss trat Hans Kroes noch über 100 Meter Rücken an und belegte als zweitbester Europäer den achten Platz.
Im Jahr darauf bei den Europameisterschaften 1985 in Sofia erkämpfte die 4-mal-200-Meter-Freistilstaffel mit Edsard Schlingemann, Hans Kroes, Patrick Dybiona und Frank Drost die Bronzemedaille hinder den Staffeln aus der Bundesrepublik Deutschland und aus Schweden.
1986 bei den Weltmeisterschaften in Barcelona erreichte Kroes mit beiden Freistilstaffeln den Endlauf. Hans Kroes, Edsard Schlingemann, Patrick Dybiona und Frank Drost belegten den siebten Platz in der 4-mal-200-Meter-Freistilstaffel. Die 4-mal-100-Meter-Freistilstaffel mit Hans Kroes, Erik Ran, Frank Drost und Patrick Dybiona wurde Achte. 1987 war Hans Kroes bei der Universiade in Zagreb dabei. Er wurde Zweiter über 50 Meter Freistil hinter Tom Williams aus den Vereinigten Staaten. Über 100 Meter Freistil siegte der Brite Andy Jameson vor Dybiona und Kroes. Mit beiden Freistilstaffeln erkämpfte Kroes mit etwa einer halben Sekunde Rückstand Silber hinter dem Quartett aus den Vereinigten Staaten.
Zum Abschluss seiner Karriere startete Hans Kroes bei den Olympischen Spielen in Seoul. In seinen ersten drei Disziplinen über 50 und 100 Meter Freistil sowie mit der 4-mal-100-Meter-Freistlstaffel schied er im Vorlauf aus. Die 4-mal-100-Meter-Lagenstaffel mit Hans Kroes, Ron Dekker, Frank Drost und Patrick Dybiona erreichte das Finale und belegte den siebten Platz.